# Le Jardin des délices (film, 1970)
Pour les articles homonymes, voir Le Jardin des délices (homonymie).
Pour plus de détails, voir Fiche technique et Distribution.
Le Jardin des délices (El jardín de las delicias) est un film espagnol réalisé par Carlos Saura, sorti en 1970.

## Synopsis
Antonio, un milliardaire de quarante-cinq ans, a un accident qui le laisse paralysé et amnésique. Sa famille et ses relations tentent par tous les moyens de lui faire recouvrer la mémoire pour retrouver la clé du coffre-fort.
Dans cette violente satire de la famille, le personnage du paralytique a été vu comme une image de Franco lui-même. L'étonnante séquence finale s'achève sur la vision de la famille entière dans des petites voitures d'infirmes.

## Fiche technique
- Titre original : El jardín de las delicias
- Titre français : Le Jardin des délices
- Réalisation : Carlos Saura
- Scénario : Carlos Saura, Rafael Azcona
- Direction artistique : Emilio Sanz
- Photographie : Luis Cuadrado
- Son : Luis Rodríguez
- Montage : Pablo González del Amo
- Musique : Luis de Pablo
- Production : Elías Querejeta
- Société de production : Elías Querejeta Producciones Cinematográficas
- Pays d’origine :  Espagne
- Langue originale : espagnol
- Format : couleur (Eastmancolor) — 35 mm — son Mono
- Genre : drame
- Durée : 95 minutes
- Dates de sortie : Espagne : 5 novembre 1970

## Distribution
- José Luis López Vázquez : Antonio
- Francisco Pierrá : Don Pedro
- Esperanza Roy : Nicole
- Antonio Acebal : le jardinier
- Alberto Alonso : Tony
- Eduardo Calvo	: un ami
- Antonio Canal	: un cadre
- Lina Canalejas : la tante
- Roberto Cruz : le valet
- Ignacio de Paúl : un ami
- Luisa Fernanda Gaona : une bonne
- José Nieto : un cadre
- Yamil Omar : le chauffeur
- Mayrata O'Wisiedo : l'infirmière
- Julia Peña : Julia
- Luis Peña : un cadre
- Marisa Porcel : une bonne
- Porfiria Sanchíz : voix
- Charo Soriano : une actrice
- Luchy Soto : Luchy
- Gloria Berrocal (non créditée)
- Geraldine Chaplin (non créditée)
- Luis de Pablo : l'organiste (non crédité)